# RDX
RDX (em inglês, Research Department X) ou ciclotrimetilenotrinitramina (igualmente grafado ciclotrimetileno-trinitramina ou  ciclotrimetileno trinitramina), também conhecida como ciclonita, hexogeno ou  T4, é uma nitroamina explosiva largamente usada em aplicações militares e industriais.
Em seu estado puro e sintetizado, RDX é um sólido cristalino branco. Como explosivo, é normalmente usado em misturas com outros explosivos e plastificantes ou redutores da sua sensibilidade. Estável em estocagem, é considerado um dos mais poderosos e efetivos entre os alto-explosivos militares.
Forma a base de vários explosivos militares: Composição A (revestido de cera, explosivo granular consistindo de RDX cera plastificante), composição A5 (mista com 1,5% ácido esteárico), Composição B (misturas fundidas de RDX e TNT), Composição C (um explosivo plástico de demolição consistindo de RDX, outros explosivos, e plastificantes), Composição D, HBX (misturas fundidas de RDX, TNT, alumínio pulverizado, e cera D-2 com cloreto de cálcio), H-6, e C4.
RDX é também usado como o principal componente de muitos explosivos ligados em plástico, usados em armas nucleares.